# 사랑의 역사
《사랑의 역사》(The History of Love)는 미국에서 제작된 라두 미하일레아누 감독의 2016년 드라마, 멜로/로맨스 영화이다. 데릭 제이코비 등이 주연으로 출연하였다.

## 출연

### 주연
- 데릭 제이코비
- 소피 넬리스
- 젬마 아터튼

### 조연
- 엘리어트 굴드
- 토리 히긴슨
- 마크 렌달
- 린 마로콜라
- 알렉스 오제로브
- 마르코 사카
- 제이미 브로흐
- 러셀 유엔
- 윌리엄 에인스코프
- 신델 차트랜드
- 줄리안 베일리
- 마사 리즈덱
- 피터 스펜스

## 기타
- 협력프로듀서: 필립 로기
- 음향: 장 폴 뮤젤